# Cyklaminian sodu
Cyklaminian sodu, E952 – organiczny związek chemiczny z grupy cyklaminianów, sól kwasu cyklaminowego i sodu. Jest sztuczną substancją słodzącą 30 razy słodszą od sacharozy (cukru spożywczego).
Związek ten został odkryty w 1937 roku przez doktoranta Uniwersytetu Illinois, Michaela Svedę. Podczas pracy w laboratorium nad syntezą preparatu przeciwgorączkowego odłożył na blat stołu papierosa, a gdy podniósł go z powrotem do ust, poczuł słodki smak.
Cyklaminian jest substancją zabronioną w Stanach Zjednoczonych od 1969 roku, kiedy to opublikowano raporty o możliwości wywoływania przez niego uszkodzeń wątroby, raka pęcherza moczowego i deformacji płodu.